# Lynge-Kronborg Herred
Lynge-Kronborg Herred var et herred i Frederiksborg Amt beliggende i det nordøstlige hjørne af Sjælland.
I middelalderen hørte herredet under Sjællands Østersyssel. Indtil 1862 hørte det sammen med Lynge-Frederiksborg Herred
I herredet ligger købstaden Helsingør samt følgende sogne:
- Asminderød Sogn
- Birkerød Sogn
- Bistrup Sogn
- Blovstrød Sogn
- Egebæksvang Sogn
- Grønholt Sogn
- Gurre Sogn
- Hellebæk Sogn
- Hornbæk Sogn
- Humlebæk Sogn
- Hørsholm Sogn
- Karlebo Sogn
- Kokkedal Sogn (Ej vist på kort)
- Mørdrup Sogn (Ej vist på kort)
- Rungsted Sogn (Ej vist på kort)
- Sankt Mariæ Sogn (Ej vist på kort)
- Sankt Olai Sogn (Ej vist på kort)
- Sthens Sogn (Ej vist på kort)
- Tikøb Sogn
- Vestervang Sogn (Ej vist på kort)